# Base libera
La base libera è la base coniugata (deprotonata) di un'ammina protonata. L'ammina è spesso un alcaloide, come la nicotina, la cocaina, la morfina, l'efedrina e i loro derivati.

## Proprietà
Alcuni alcaloidi sono più stabili come sali ionici anziché come basi libere. I sali di solito presentano una maggiore solubilità in acqua, presentanto come controioni i gruppi cloruro, bromuro, solfato, fosfato, nitrato, acetato, ossalato, citrato o tartrato. I sali d'ammonio formati dalla reazione tra la base e l'acido cloridrico sono noti come cloridrati. Ad esempio, l'idrossilammina (NH2OH) reagisce come base a dare il cloridrato di idrossilammina (NH3OH+ Cl−) con un cloruro come controione.

## Freebasing
Il freebasing è un metodo più efficiente di assumere alcaloidi attraverso l'inalazione, specialmente la cocaina.
Il cloridrato di cocaina, ad esempio, non può essere fumato in quanto alle alte temperature la sostanza si decompone. D'altro canto, la base libera della cocaina, dove l'alcaloide della cocaina è stato "liberato" dal sale cloridrato (la sua "base"), ha un punto di fusione di 98 °C ed è volatile a temperature superiori ai 90 °C, quindi può essere fumato ottenendo gli effetti stupefacenti ricercati. Dopo l'inalazione, l'alcaloide viene assorbito nel flusso sanguigno e rapidamente trasportato nel corpo. Tuttavia, siccome il sangue è tamponato con un sistema carbonato al pH fisiologico (vicino a 7,4 unità), le basi libere delle ammine vengono rapidamente riconvertite alla forma acida.
In effetti, il 94,19% della cocaina all'equilibrio a un pH pari a 7,4 esisterà nella forma acida, calcolato utilizzando l'equazione di Henderson-Hasselbalch assumendo un pKa pari a 8,61 per la cocaina. Il 5,81% della cocaina rimarrà nella forma di base libera e passerà attraverso la barriera emato-encefalica. In base al principio di Le Châtelier, la forma acida verrà continuamente convertita nella base libera man mano che quest'ultima viene rimossa dal sistema sanguigno a causa del passaggio attraverso la barriera.
Kit di estrazione per convertire il cloridrato nella base sono disponibili commercialmente. Il freebasing tende anche a rimuovere le impurità solubili in acqua e gli adulteranti come gli zuccheri (lattosio, saccarosio, glucosio, mannitolo e inositolo) che sono spesso aggiunti alla cocaina "da strada". La base libera della cocaina è solo leggermente solubile in acqua (solamente una parte su 600 di acqua) se comparata all'alta solubilita del cloridrato di cocaina (1 parte in 0,5 parti di acqua).

### Preparazione
La base libera della cocaina ("white tornado") è preparata dal cloridrato di cocaina estraendo la cocaina con una soluzione alcalina (idrossido di sodio o ammoniaca) e aggiungento un solvente apolare come l'etere dietilico o il benzene. La miscela si separa in due strati, dove quello superiore contiene in soluzione la cocaina. Il solvente viene poi evaporato facendo cristallizzare della cocaina quasi pura, bianca e friabile.
Una soluzione di cloridrato di cocaina può anche essere scaldata ("cucinata") in una pentola con bicarbonato di sodio fino a quando si forma una massa solida che più essere ridotta in pezzi e fumata direttamente (crack).

### Storia
La pratica dell'assunzione della cocaina tramite l'inalazione del fumo ha avuto inizio nel 1974 egli Stati Uniti e principalmente era confinata allo stato della California. Il primo ricovero ospedaliero per una problematica relativa all'utilizzo della base libera è avvenuto nel 1975, anno in cui i kit di estrazione e gli accessori per il fumo divennero commercialmente disponibili. Nel 1978 la distribuzione di questi accessori si diffuse a tutti gli Stati Uniti. Nel 1979 solamente l'1% dei ricoveri legati alla cocaina era dovuto all'uso della base libera ma nel 1982 questa percentuale era salita al 7%.

### Altro
In Sud America, le foglie di coca sono tradizionalmente masticate con una sostanza alcalina contenente calce (chiamata "llipta") tipicamente derivata dalle ceneri rimanenti dopo la combustione di piante, conchiglie o calcare. In Sud America, la pasta di coca, nota anche base di cocaina o basuco e per questo spesso confusa in Nord America con la base libera, è relativamente economica ed è ampiamente utilizzata dalle popolazioni locali a basso reddito.